# Houten Hoofd
Het Houten Hoofd is een steiger achter de Hoofdtoren in de Noord-Hollandse plaats Hoorn. De steiger werd omstreeks 1464 gebouwd als havenhoofd en aanlegplaats voor zeeschepen.

## Geschiedenis

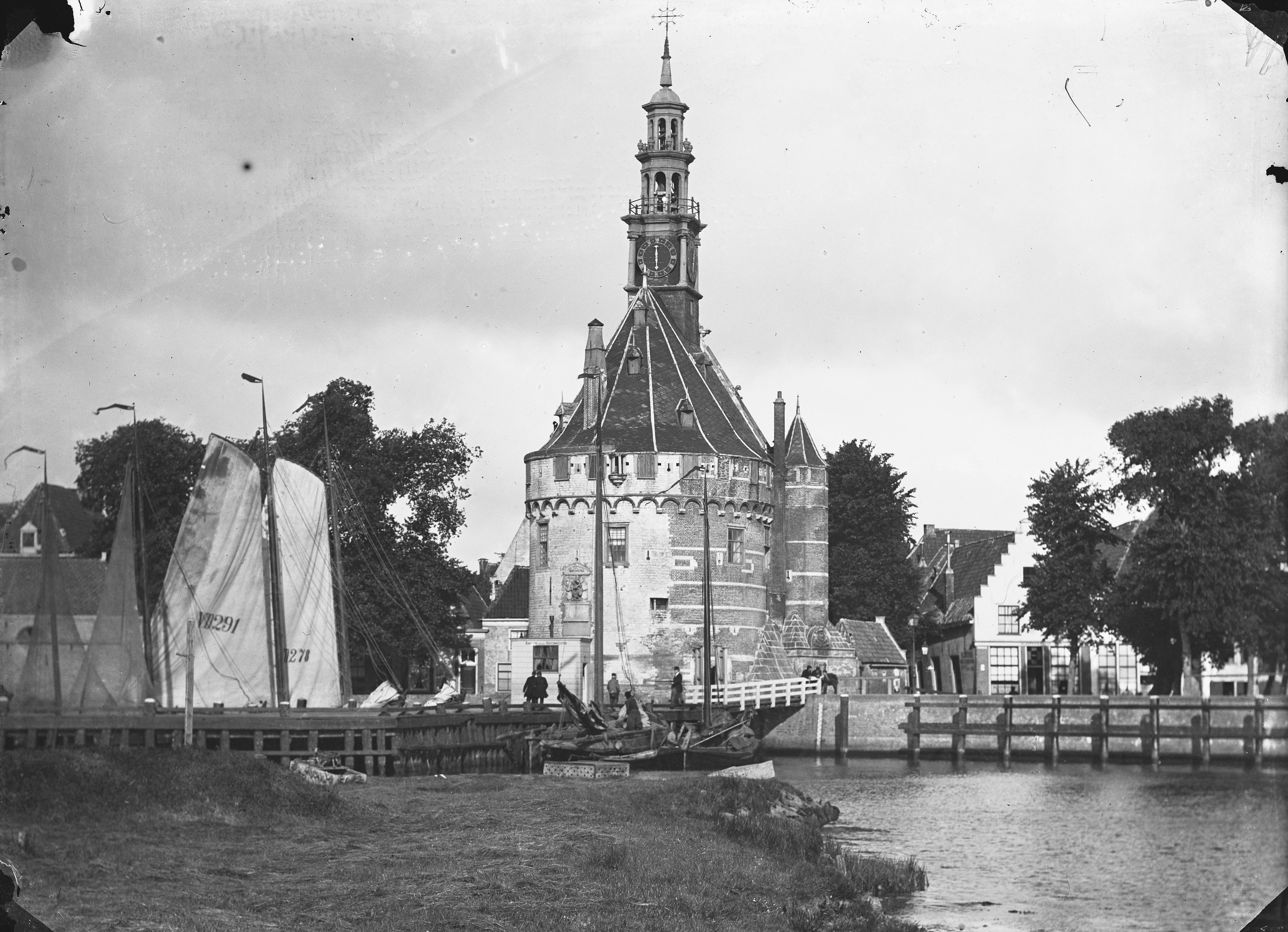
Houten Hoofd (links) en Hoofdtoren (midden), gezien vanaf het Baadland, omstreeks 1900

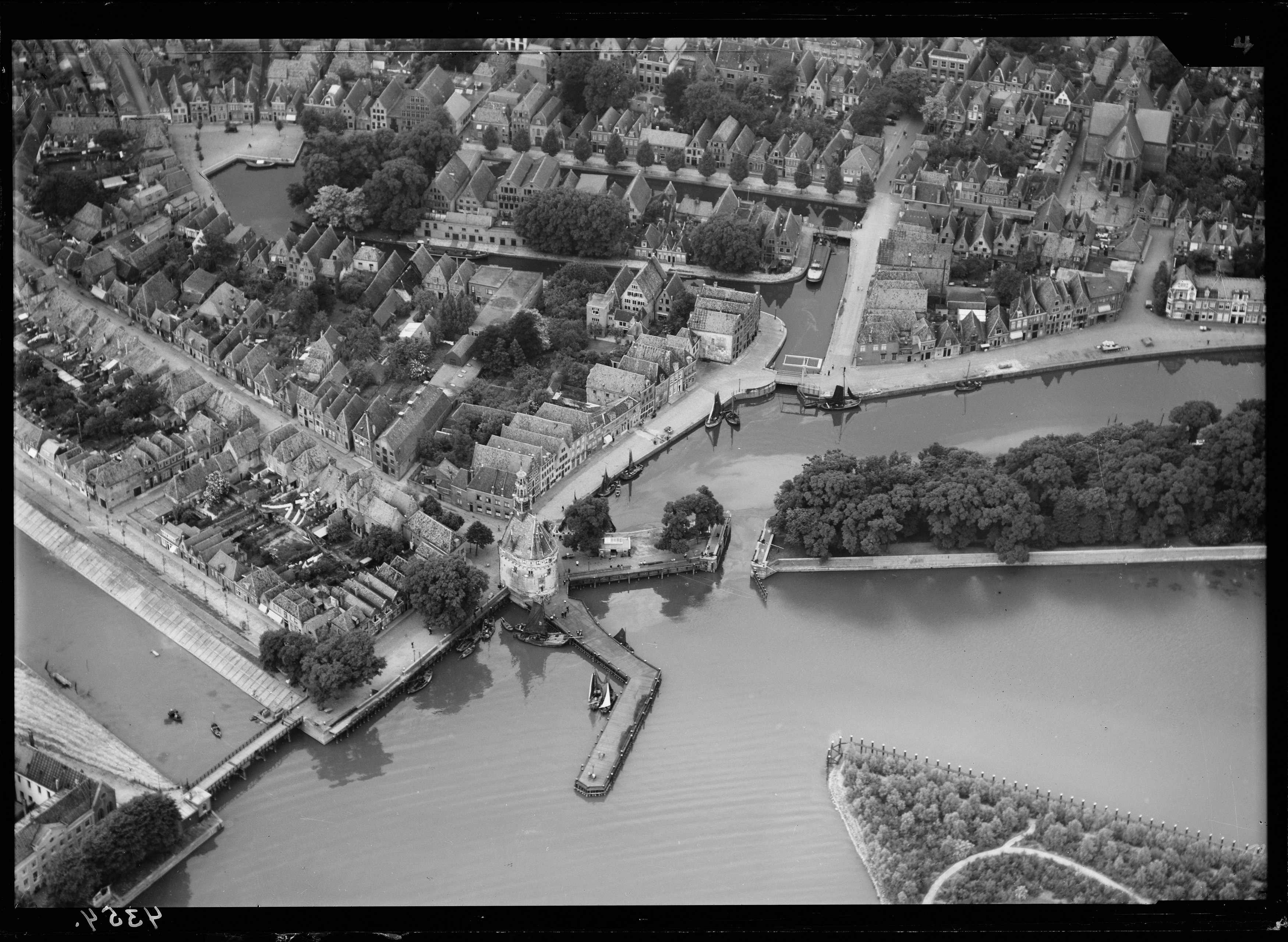
Luchtfoto van Hoorn (1920-1940) met in het midden de Hoofdtoren en het Houten Hoofd

De steiger, of havenhoofd, werd omstreeks 1464 gebouwd als aanlegplaats voor de zeeschepen. Ter bescherming van de schepen werd tussen 1532 en 1534 de Hoofdtoren gebouwd. Deze werd gebouwd om de haven en daarmee dus de schepen te kunnen beschermen. Op de kaart van P. van Wael uit 1596 zijn de steiger en de Hoofdtoren reeds afgebeeld. De steiger is daar nog als een rechte steiger afgebeeld. Het Houten Hoofd werd in 1609 in de richting van de zee uitgebreid, hierdoor is de knik in de steiger ontstaan. Dit is op kaarten uit 1615 (Velius) en 1649 (J. Blaeu) ook zichtbaar. Vanwege bouwvalligheid werd de houten steiger in 1685, 1755 en 1820 in zijn geheel vervangen. Bij de nieuwbouw in 1685 werd de grote gevelsteen in de ronde gevel van de Hoofdtoren geplaatst. Op de steen staan onder de eenhoorn uit het wapen van Hoorn, de namen van de dat jaar regerende burgemeesters: Tijmon Velius, François van Bredehoff, Cornelis de Groot en Pieter van der Graef. Hun wapens staan aan weerszijden van de rode eenhoorn. De eenhoorn kijkt niet naar links, wat bij een wapen gebruikelijk is, maar naar de kant waar de stad gelegen is. Ook van de restauratie uit 1755 zijn kosten bekend. Het hout, dat door de VOC-kamer van Hoorn werd geleverd, kostte 2800 gulden, het verwijderen van de oude houten palen en het heien van nieuwe kostte 1400 gulden. Ook ditmaal werd er een gevelsteen in de hoofdtoren geplaatst. Direct onder de oudere steen werd een steen van blauw arduin geplaatst met alleen de namen van de burgemeesters en het jaartal erin. De kosten in 1820 zijn bekend, de restauratie kostte toen ƒ 7.500. Deze restauratie wordt niet middels een gevelsteen herdacht.
In het begin van de 20e eeuw raakte het Houten Hoofd zwaar in verval. Het verval was zodanig dat de Rijksoverheid in 1935 gevraagd werd om financieel bij te dragen. Er werd overwogen om het Hoofd te vervangen door een betonnen steiger, of het geheel te verwijderen. Echter uit esthetisch oogpunt werd behoud toch geadviseerd. Gedurende de Tweede Wereldoorlog, met name gedurende de Hongerwinter, werden de houten planken van de steiger gebruikt om kachels te verwarmen. Het jaar ervoor, op 2 april 1943, raakte een van de hoeken bij een aanvaring van de Wehrmacht zodanig beschadigd dat de hoekpaal afbrak en ook een van de waterkanten opnieuw opgemetseld moest worden. Het Houten Hoofd werd daardoor voor een aantal jaren afgesloten voor gebruik, lokale vissers droogden er tot de restauratie hun nette, die restauratie vond in 1957 plaats. Deze restauratie werd feestelijk afgerond tijdens het 600-jarig jubileum van de stadsrechten van Hoorn. De rekening van deze restauratie betrof ƒ 130.000. In augustus 1981 meerde het grootste Nederlandse zeilschip aan, aan het Houten Hoofd. De Elisabeth Smit was een driemaster barkentijn en voordat het publiek er kon kijken, was het een mijnenveger bij de Nederlandse Marine.
In 2008 werd een nieuwe renovatie van het houtwerk afgerond. Deze renovatie was nodig, omdat er zwammen aan de houten palen begonnen te groeien. Na de renovatie werd er een buste van Het beeld is zo geplaatst dat hij naar de Buitenhaven en het havenlicht kijkt, zo ziet hij ook de binnenvarende schepen aan komen.

## Omgeving
Om toegang te krijgen tot het Houten Hoofd werd er een poort tussen de Hoofdtoren en de kademuur geplaatst. Dit was ook een poort die, net als een stadspoort, echt afgesloten kon worden. Deze poort werd later gesloopt en bij de opening in de kademuur werd in 1968 een bronzen beeld geplaatst. Het beeldhouwwerk is van de hand van Jan van Druten en stelt de Scheepsjongens van Bontekoe voor. Ter herinnering aan Bontekoe zelf, is er in 2010 een bronzen buste op het Houten Hoofd geplaatst. Het beeld is zo geplaatst dat hij naar de Buitenhaven en het havenlicht kijkt, zo ziet hij ook de binnenvarende schepen aan komen. In de directe omgeving bevinden zich nog andere steigers voor de schepen en er zijn ook andere rijksmonumenten, waaronder: de Hoofdtoren, de Grote Sluis en een groot aantal woningen aan de Veermanskade.

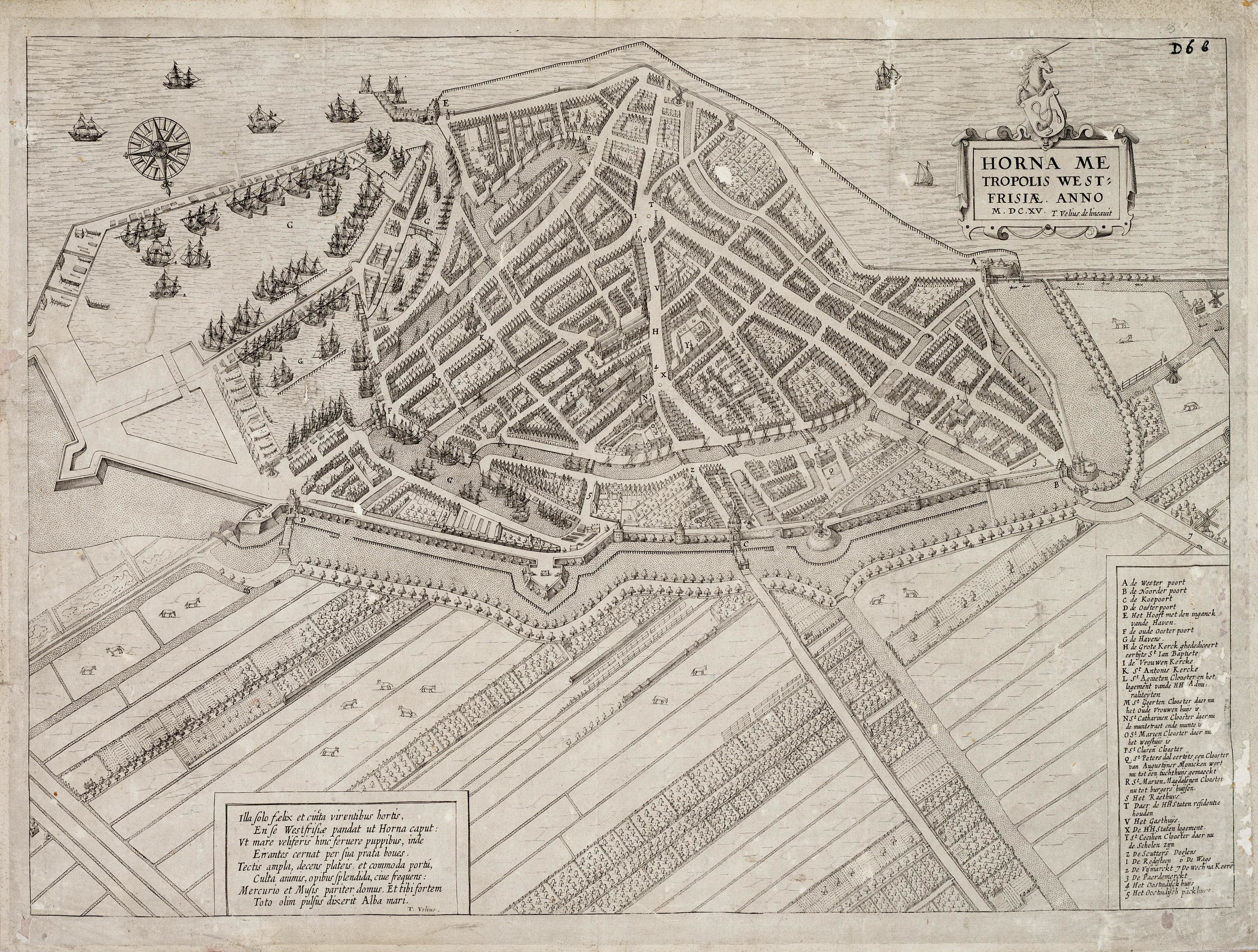
Kaart van Velius uit 1615
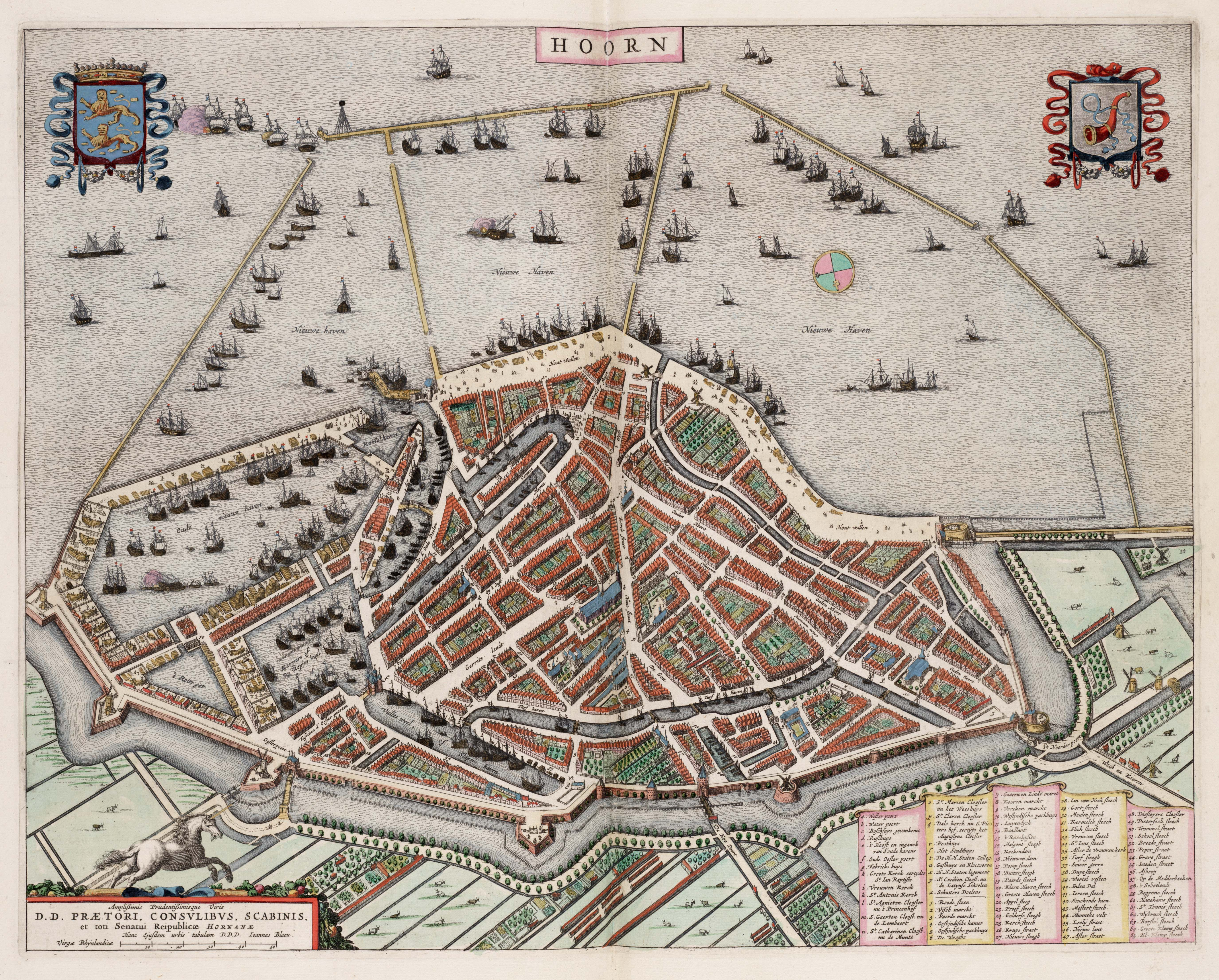
Kaart van Blaeu uit 1649
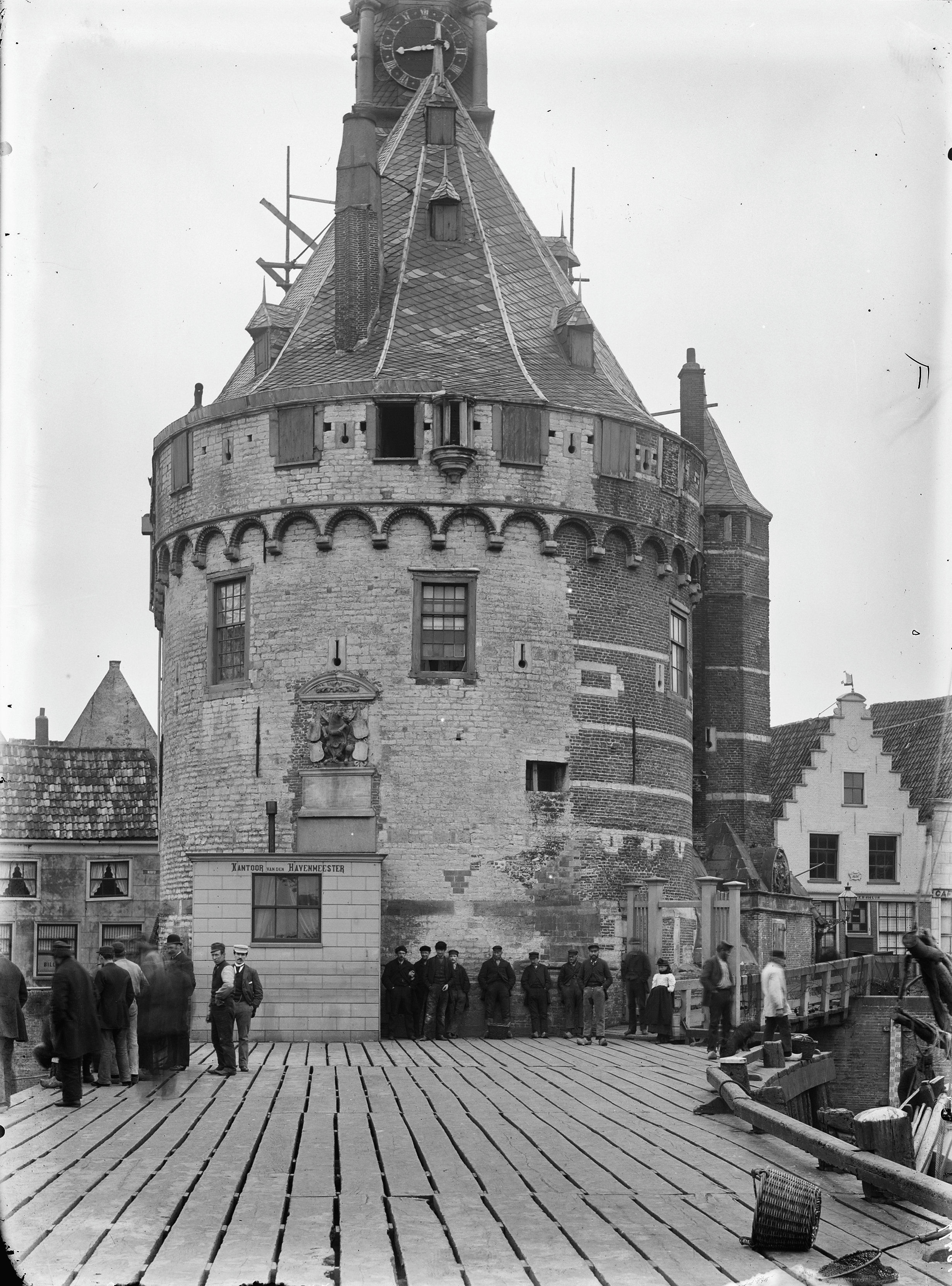
Hokje voor de havenmeester links en een poort om de steiger af te sluiten rechts
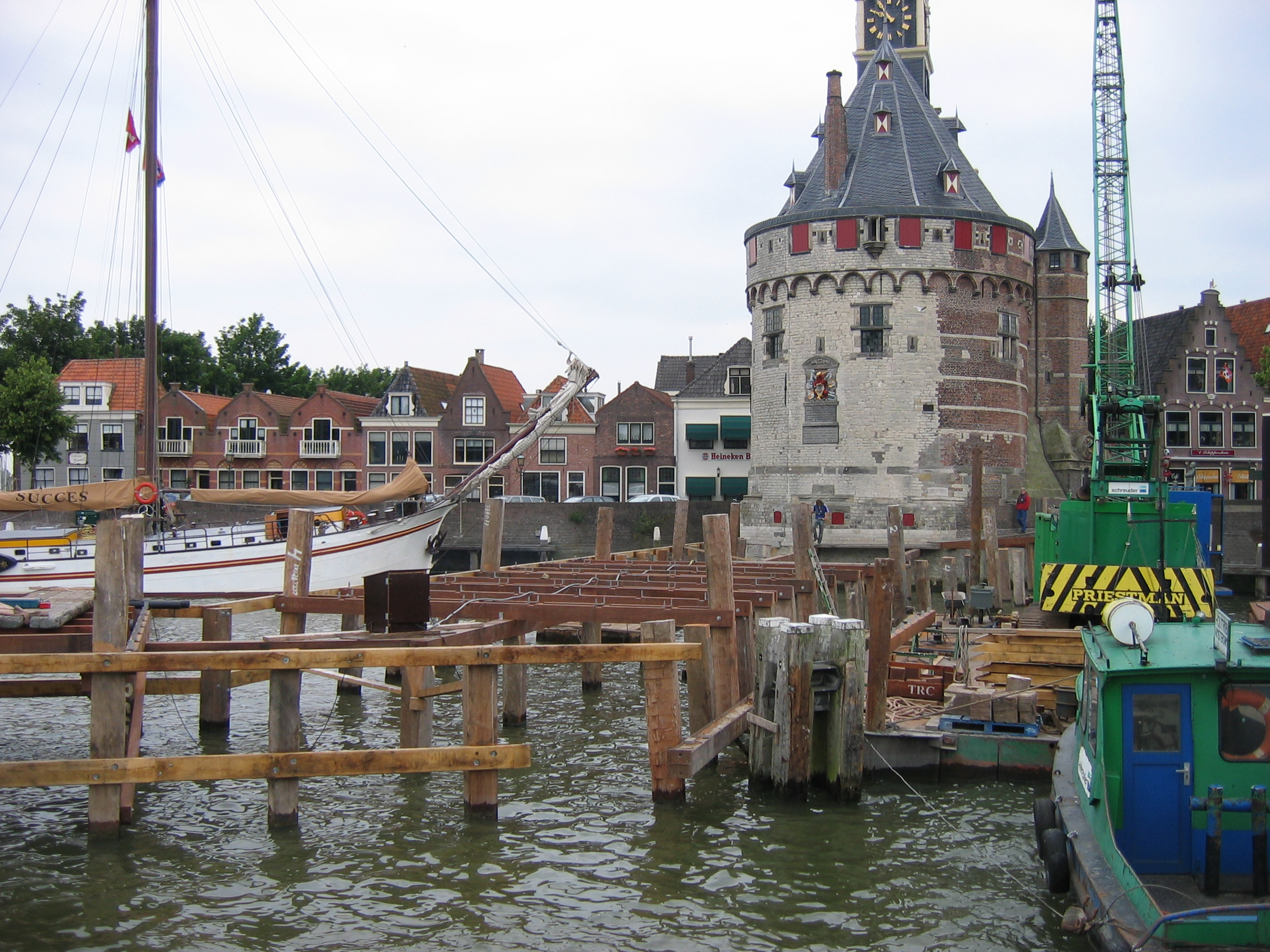
Restauratie in 2008
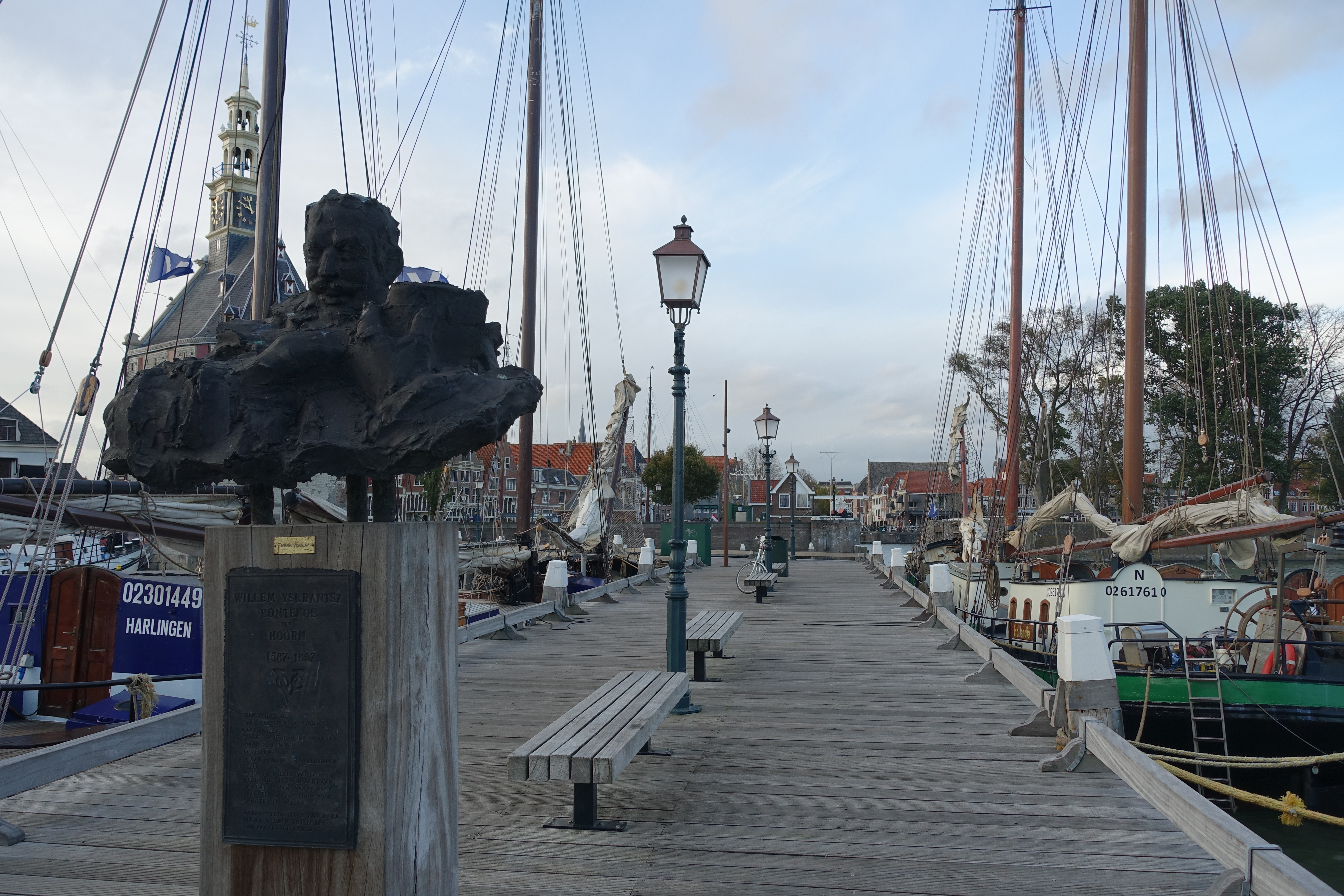
Buste van Bontekoe